# Pagla övningsområde
Pagla övningsområde är ett militärt övningsfält som är beläget ca 3 km norr om Bodens centrum och ligger inom Bodens kommun.

## Historik
Bakgrunden till skjutfältet går tillbaka till 1900, då det var en del av Bodens fästning och nyttjades av långskjutande batterier. Dåvarande uppgift var bland annat att kunna skjuta mot Lule älv. Efter att Bodens fästning börja tappa sin betydelse kom området istället att användas genom att skjutbanor anlades inom området, samt att även en anläggning för längdskidåkning samt skidskytte uppfördes.

## Verksamhet
Övningsområdet är ett av Bodens garnisons övningsområden, bland annat genom de skjutbanor som finns. Inom området finns även den så kallade Radiobunkern som användes av Boden radio. Även den gamla ballonghallen finns i området.